# SHERP PRO 1000
Le SHERP PRO 1000 (Initialement nommé шерп вездеход / sherp ATV) est le premier véhicule tout-terrain commercialisé par la marque SHERP, et disposant de capacités de franchissement exceptionnelles puisqu'il est également amphibie.

## Description
Il est équipé de pneus basse-pression surdimensionnés et auto-gonflants qui servent à la flottabilité du véhicule en mode amphibie et à sa propulsion dans l'eau grâce à ses reliefs spécifiquement étudiés.
Les roues ne disposent pas de système d'articulation pour la direction : elles restent alignées mais le véhicule se comporte comme un engin à chenilles dont le changement de direction s'opère par une différence de vitesse de rotation entre les deux chenilles.
Depuis la commercialisation de ce modèle, la marque a développé et commercialisé plusieurs modèles dérivés ou complémentaires :
- SHERP N1200 (Véhicule similaire plus lourd)
- SHERP The Ark 3400 (Véhicule avec remorque de transport motorisée 6X6)
- SHERP The Shuttle (barge de transport pour les véhicules SHERP)

## Galerie d'images

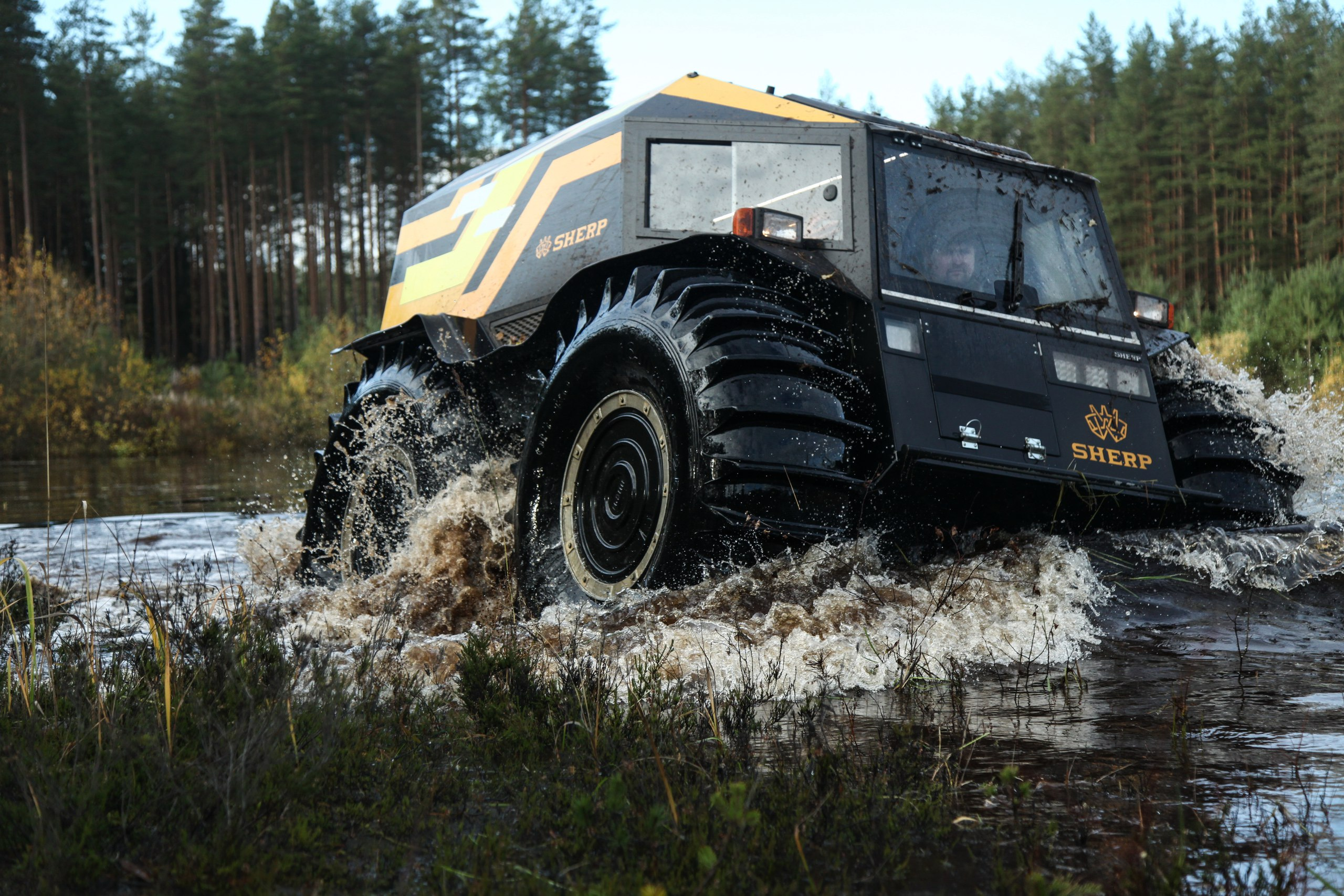
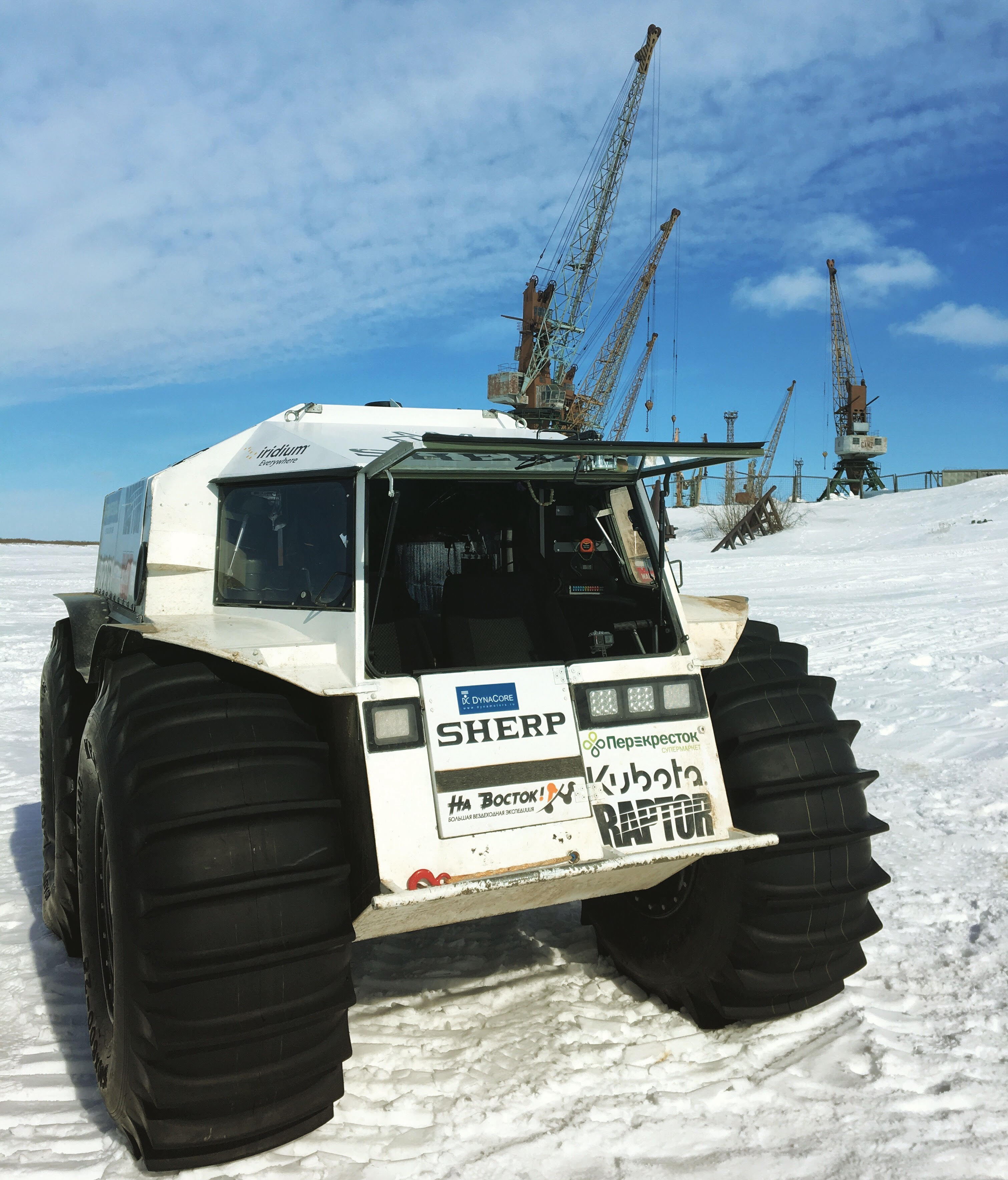
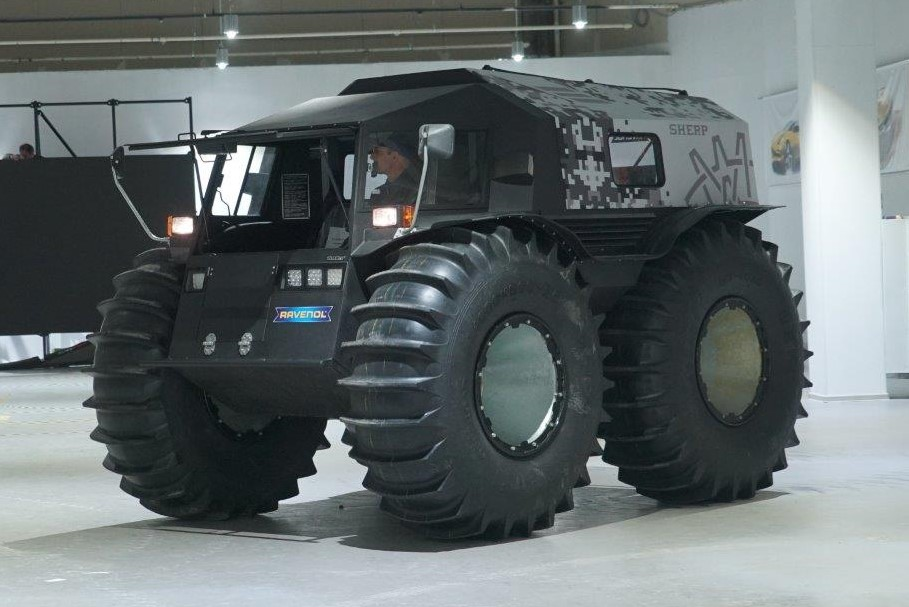